# تعقیب مخرب
تعقیب مخرب (انگلیسی: Malicious prosecution) در برخی از حوزه‌های قضایی، اصطلاح «تعقیب مخرب» به شروع غیرقانونی دادرسی کیفری اشاره دارد، در حالی که اصطلاح «استفاده سوء از فرایند» به شروع غیرقانونی دادرسی مدنی اشاره دارد.